# Palais de São Bento
Pour les articles homonymes, voir São Bento.
Le palais de São Bento (Palácio de São Bento en portugais) est le nom communément donné au bâtiment qui abrite l'Assemblée de la République portugaise, situé dans le centre-ville de Lisbonne.

## Histoire
Construit à la fin du XIVe comme un monastère bénédictin par Afonso Àlvares, le palais de São Bento est devenu propriété de l'État portugais à la suite de la disparition des ordres religieux.

Le palais de São Bento abrite également des cryptes datant du XVIIe siècle.
En 2002, le palais fut classé monument national.

À la suite de l'implantation du régime libéral, le palais est devenu le siège du Parlement portugais sous le nom de Pálacio das Cortes (en français palais des États généraux).

Le Parlement portugais a connu différents rôles tout au long de son histoire. De ce fait, le palais a connu différents noms officiels tels que Pálacio das Cortes de 1834 à 1912, Pálacio do Congresso (en français palais du Congrès) de 1912 à 1933. À la suite de l'arrivée de António de Oliveira Salazar au sommet de l'État portugais, le Palais de São Bento portait le nom de Pálacio da Assembleia Nacional (en français palais de l'Assemblée nationale) de 1933 à 1974. 
Le 25 avril 1974, un événement majeur se produit au Portugal puisque le pouvoir en place est renversé par la révolution des Œillets. Ce coup d'État organisé par des militaires radicalisés par l'échec de la guerre coloniale et les sacrifices humains, a par la suite été soutenu par le peuple portugais qui a provoqué une révolution. Cette révolution a donc renversé et mis fin à la législature en place avec à sa tête Marcelo Caetano président du Conseil portugais ainsi qu'Américo Tomás président de la République portugaise.

À la suite du retour de la démocratie à partir de 1976, et de la mise en place de la Troisième République portugaise, le parlement devient monocaméral et le siège du parlement portugais a été baptisé Pálacio de São Bento en mémoire de l'ancien couvent d'origine en 1834.

Cette dénomination est donc toujours d'actualité puisque le Palais de São Bento abrite l'Assemblée de la République.
Tout au long des XIXe et XXe siècles, la palais a connu de grandes séries de rénovations intérieures et extérieures qui ont fait que son apparence actuelle est totalement différente de l'initiale. À l'intérieur du Palais de São Bento sont exposées des œuvres retraçant l'histoire du Portugal.

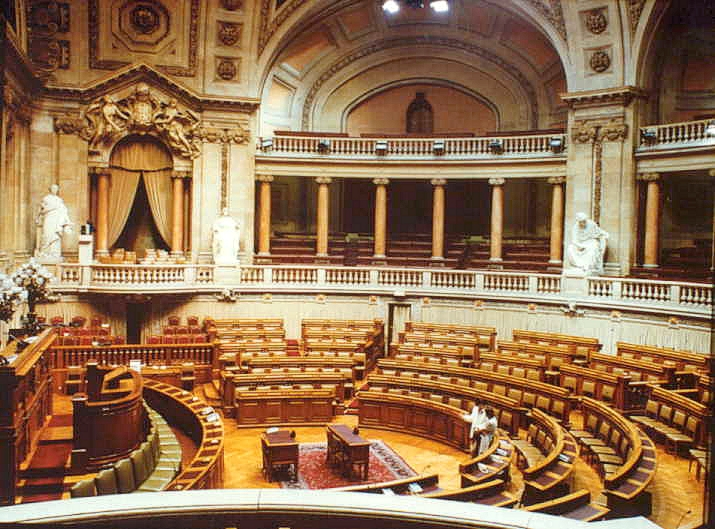
L'Assemblée de la République dans le palais de São Bento.
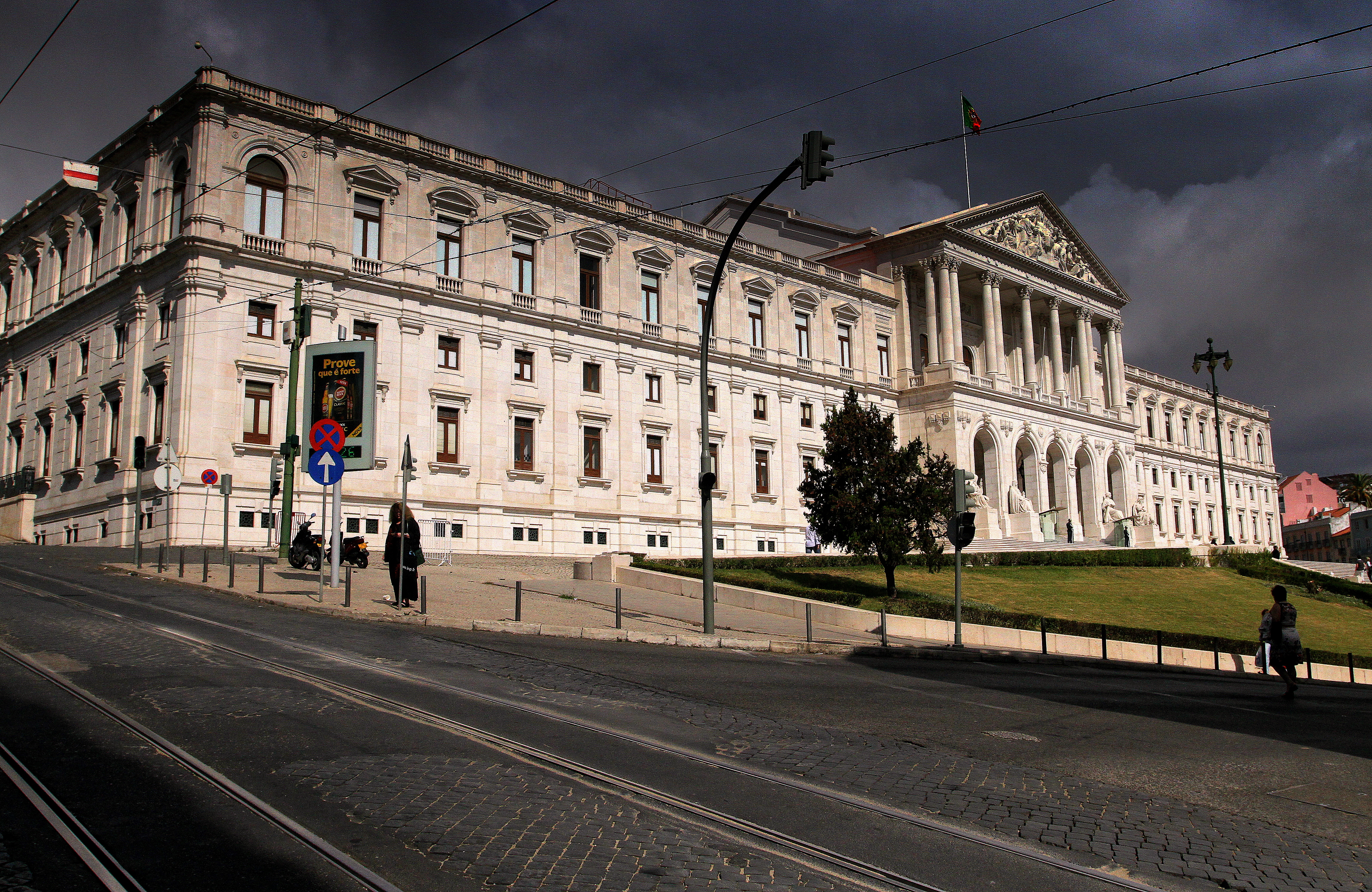
Façade du palais de São Bento.
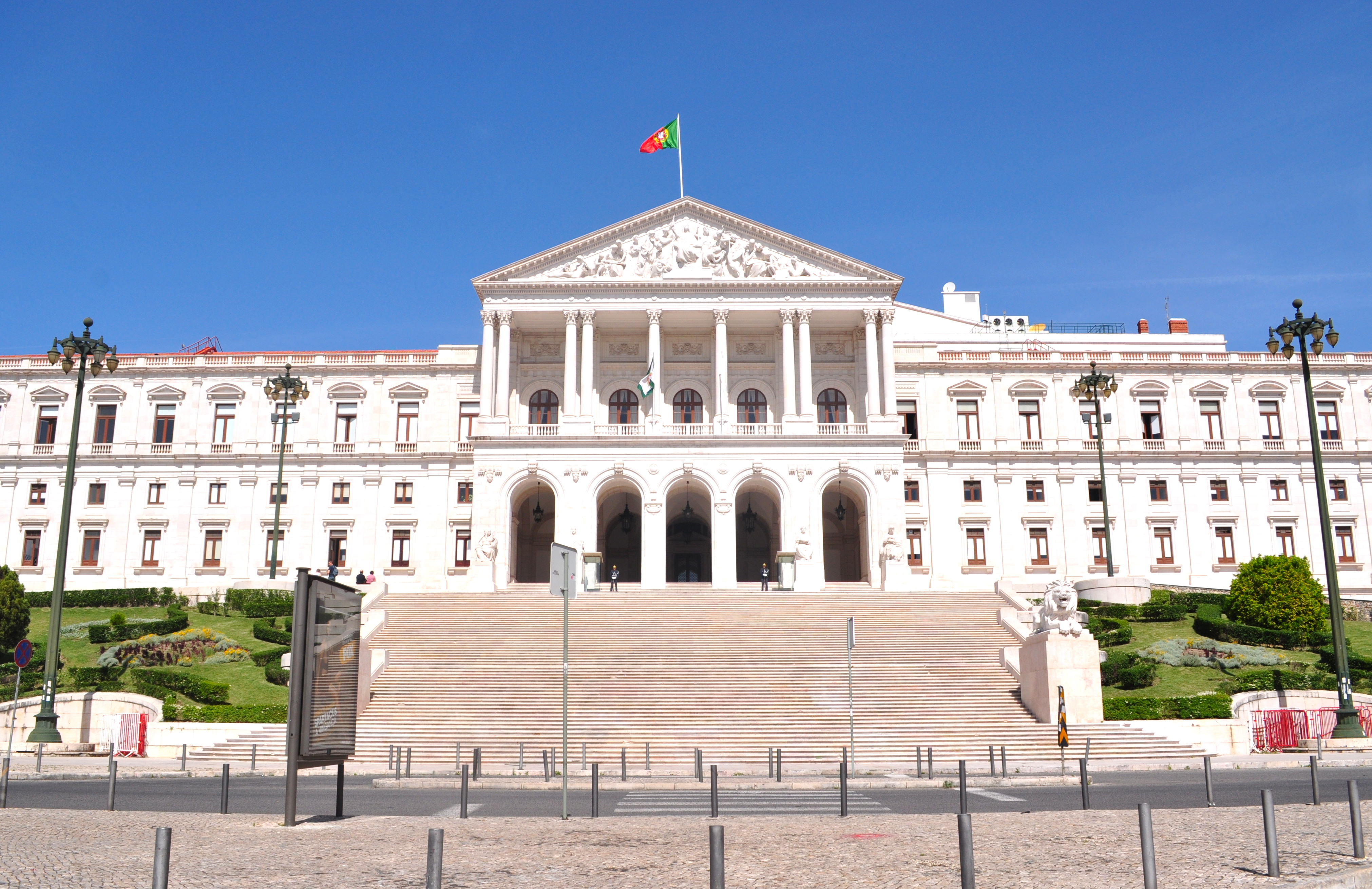
Palais de São Bento siège de l'Assemblée de la République.
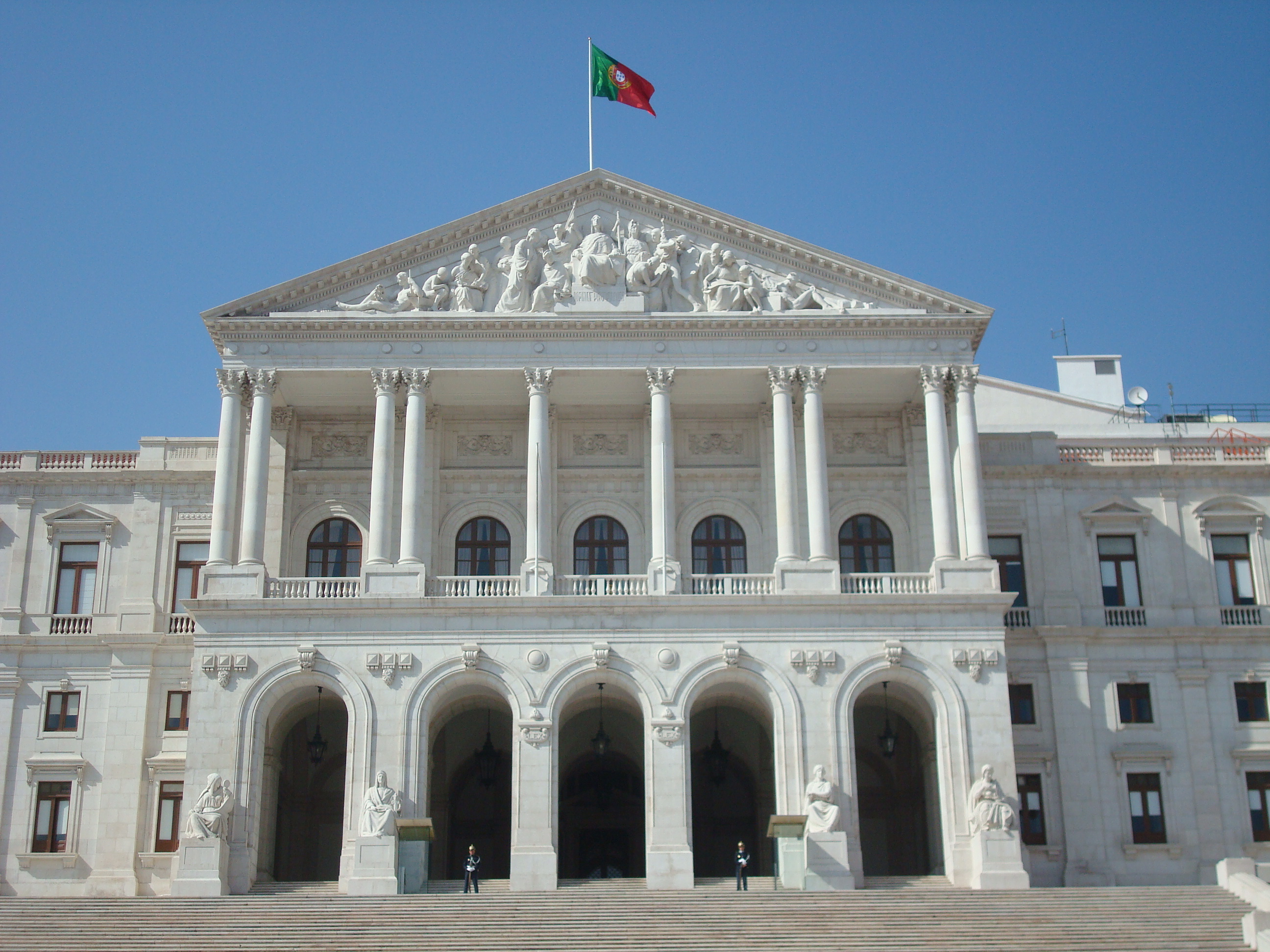

### Siège de l'Assemblée de la République
Le palais de São Bento accueille le siège de l'Assemblée de la République, parlement monocaméral du Portugal formé de 230 députés élus pour quatre ans au suffrage universel.

## Le manoir de São Bento

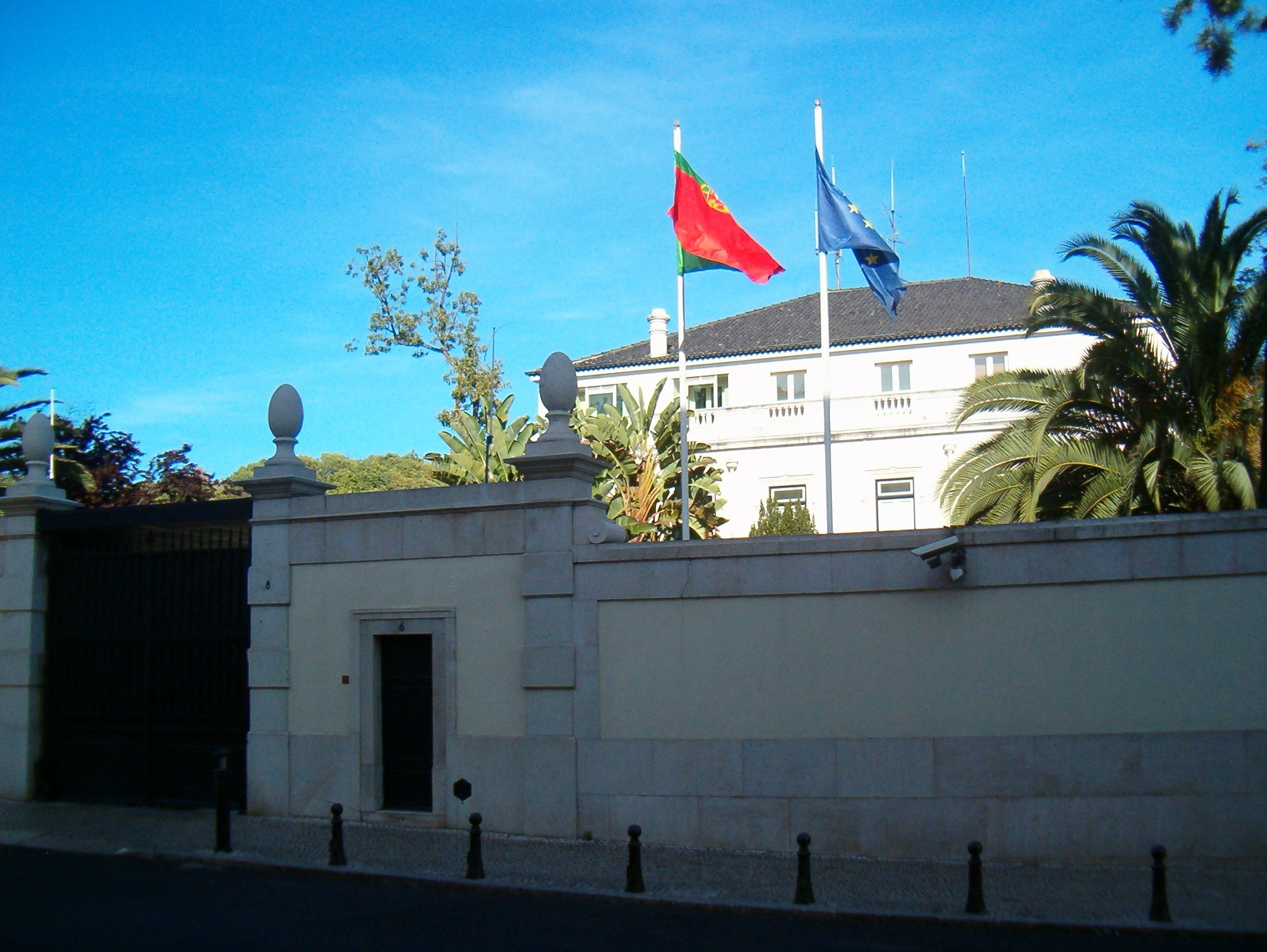
Le manoir de São Bento, résidence du Premier ministre portugais.

À l'ouest du palais, en 1877, Joaquim Machado Cayres fait construire un manoir à destination de résidence personnelle. Ce bâtiment, surnommé « manoir de São Bento » (Palacete de São Bento), est exproprié en 1928 par le régime autoritaire d'António de Oliveira Salazar afin d'en faire la résidence officielle de ce dernier, qui s'y installe en mai 1938.
Après la chute du régime et l'instauration de la démocratie, le manoir est utilisé comme résidence officielle du Premier ministre. Tous cependant n'y ont pas résidé, se contentant d'un usage institutionnel et protocolaire, à l'image de António Costa, actuel chef du gouvernement.
Un escalier relie le jardin du manoir et le parc du palais, permettant une communication rapide entre les deux bâtiments.